# Liste de films français sortis en 1979
Listes de films français
- 1975
- 1976
- 1977
- 1978
- 1979
- 1980
- 1981
- 1982
- 1983

Liste non exhaustive de films français sortis en 1979

## 1979
| Titre                               | Réalisateur         | Distribution                                                                                          | Genre                                      |
| ----------------------------------- | ------------------- | --- | ------------------------------------------ |
| L'Amour en fuite                    | François Truffaut   | Jean-Pierre Léaud, Claude Jade, Marie-France Pisier                                                   | Comédie                                    |
| Les Bronzés font du ski             | Patrice Leconte     | Michel Blanc, Marie-Anne Chazel, Christian Clavier, Gérard Jugnot, Josiane Balasko, Thierry Lhermitte | Comédie                                    |
| Buffet froid                        | Bertrand Blier      | Gérard Depardieu, Bernard Blier, Jean Carmet                                                          | Comédie dramatique                         |
| Clair de femme                      | Costa-Gavras        | Yves Montand, Romy Schneider, Heinz Bennent                                                           | Drame                                      |
| Le Coup de sirocco                  | Alexandre Arcady    | Roger Hanin, Marthe Villalonga, Michel Auclair                                                        | Comédie dramatique                         |
| Coup de tête                        | Jean-Jacques Annaud | Patrick Dewaere, France Dougnac, Jean Bouise                                                          | Comédie dramatique                         |
| La Drôlesse                         | Jacques Doillon     | Madeleine Desdevises, Claude Hébert, Dominique Besnehard                                              | Drame                                      |
| La Femme qui pleure                 | Jacques Doillon     | Dominique Laffin, Haydée Politoff, Jacques Doillon                                                    | Drame                                      |
| Flic ou Voyou                       | Georges Lautner     | Jean-Paul Belmondo, Georges Géret, Marie Laforêt                                                      | Policier                                   |
| Le Gendarme et les Extra-terrestres | Jean Girault        | Louis de Funès, Michel Galabru, Guy Grosso                                                            | Comédie                                    |
| La Guerre des polices               | Robin Davis         | Claude Brasseur, Claude Rich, Marlène Jobert                                                          | Policier                                   |
| La Gueule de l'autre                | Pierre Tchernia     | Michel Serrault, Jean Poiret                                                                          | Comédie                                    |
| I... comme Icare                    | Henri Verneuil      | Yves Montand, Michel Albertini, Georges Beller                                                        | Thriller                                   |
| Lady Oscar                          | Jacques Demy        | Catriona MacColl, Barry Stokes, Christine Böhm                                                        | Film de cape et d'épée, comédie dramatique |
| Le Piège à cons                     | Jean-Pierre Mocky   | Jean-Pierre Mocky, Catherine Leprince, Jacques Legras                                                 |                                            |
| Série noire                         | Alain Corneau       | Patrick Dewaere, Myriam Boyer, Marie Trintignant                                                      |                                            |
| Les Sœurs Brontë                    | André Téchiné       | Isabelle Huppert, Isabelle Adjani, Marie-France Pisier                                                |                                            |
| Tapage nocturne                     | Catherine Breillat  | Dominique Laffin, Bertrand Bonvoisin, Joe Dallesandro                                                 |                                            |
| Tess                                | Roman Polanski      | Nastassja Kinski, Peter Firth, Leigh Lawson                                                           | Drame                                      |